# الکس کالوین
الکس کالوین (انگلیسی: Alex Culvin؛ زادهٔ ۱۶ نوامبر ۱۹۸۳) بازیکن فوتبال اهل بریتانیا است.